# Musée queer
Un musée queer ou musée LGBTQIA+ est un musée d'art, de société ou d'histoire consacré aux communautés lesbiennes, gays, bisexuelles, trans, queers, intersexes et asexuelles.

## Histoire

Exposition au Schwules Museum en 2023

Dès 1969, le couple de collectionneurs Charles Leslie et Fritz Lohman exposent dans leur loft de Soho des œuvres homoérotiques : en ouvrant au public l'accès à un lieu qui demeure privé, ils échappent ainsi à la censure. Ils ouvrent ensuite une galerie, qui prend statut de musée en 2011, le Leslie-Lohman Museum of Art. 
Le premier musée gay, le Schwules Museum est fondé en 1985 à Berlin par des militants de l'Homosexuelle Aktion Westberlin. À partir de 1999, la GLBT Historical Society (en) de San Francisco organise des expositions jusqu'à structurer cette activité en 2011 par l'ouverture du GLBT History Museum (en). La même année est créé à Amsterdam l'Unstraight Museum, collection numérique gérée par des bénévoles ayant pour objectif d'ouvrir un musée physique.
En 2014, E.-J. Scott fonde le Museum of Transology (en), qui documente les vies des personnes trans et intersexes à partir de ses objets personnels et de collectes. En 2018 ouvre le Queer Britain (en) à Londres.
En 2022, le musée d'histoire LGBTQ de Saint-Pétersbourg ouvre pour quelques jours avant de fermer en raison de la pénalisation de la représentation des sexualités non-traditionnelles, votée au moment de l'ouverture. La même année ouvre un lieu mixte à Londres, géré par QUEERCIRCLE, qui sert à la fois d'espace d'exposition, lieu d'apprentissage et salles permettant des actions de santé.
L'année suivante ouvre à Sydney Qtopia ainsi que l'American LGBTQ+ Museum (en) à New York .

## Particularités
Les musées queers ont de forts liens avec le  mouvement LGBT : ils sont souvent fondés par des militants, qui visent ainsi à lutter contre l'invisibilisation des minorités sexuelles et de genre. Ces relations vont dans les deux sens : ainsi, le Museum of Transology a créé le Trans Pride UK Collective, qui regroupe centres d'archives et musées dans le but d'organiser des marches des fiertés.
Selon l'historien de l'art Quentin Petit Dit Duhal, un véritable musée queer, c'est-à-dire un lieu qui « non seulement conserve et expose un art produit par des artistes queer, mais qui produit une connaissance queer sur ces œuvres » ne peut être qu'une construction utopique, même si les initiatives actuelles s'en rapprochent. Les trois pilliers du musée queer sont sa gestion par une communauté horizontale plutôt que par un salariat hiérarchisé, qu'il soit décloisonné dans ses formes, par exemple en ne se limitant pas aux beaux-arts mais en incluant les flyers, affiches, fanzines, archives orales et performance, et enfin qu'il parte d'une expertise des personnes queer elles-mêmes, plutôt que des discours médicaux, psychanalytiques ou universitaires.